# コンコルド墜落事故
コンコルド墜落事故（コンコルドついらくじこ）、ないしエールフランス4590便墜落事故（エールフランス4590びんついらくじこ、英：Air France Flight 4590）とは、2000年7月25日に発生した航空事故。
当時世界で唯一運航されていた商業用超音速旅客機「コンコルド」で運行されていたエールフランスのチャーター便が、離陸直後にエンジン火災を起こして墜落した事故である。コンコルドの人身死亡事故としては唯一の事例であるが、安全性に重大な疑念が生じたため当局により耐空証明が取り消され、コンコルドはこれ以降長期にわたり運航停止となった。コンコルドは2001年11月7日に運行の再開が認められたが、直前に発生したアメリカ同時多発テロによる世界的な航空不況に加え、元々高コストな割に収益性が低い機体であったため、2003年10月までにコンコルドは退役し、これが最初にして最後の墜落事故となった。
また、2000年にはエールフランスを含む4社が航空連合スカイチームを創立しており、この事故はスカイチームの歴史上、初めての死亡事故となった。

## 事故機の概要
- 使用機材：アエロスパシアル-BAC コンコルド
  - 機体記号：F-BTSC
  - 就航年：1975年
  - エール・フランスに引き渡された7番目の機体で、1994年までに9,000時間ほど飛行[5]。
  - 1978～79年には映画『エアポート'80』の撮影に使用されていた。
- 予定飛行経路
  - 出発地：フランス・パリ シャルル・ド・ゴール空港
  - 目的地：アメリカ・ニューヨーク州 ジョン・F・ケネディ国際空港
- 乗務員
  - 運航乗務員：クリスティアン・マルティ（英語版）機長（54歳）[6]以下2名（副操縦士（50歳）・航空機関士（58歳））
  - 客室乗務員：6名
- 乗客：100名
  - AF4590便はドイツの旅行会社「ペーター・ダイルマン・クルーズ」がチャーターした臨時便である[2]。
  - 乗客の多くはニューヨークから豪華客船ドイッチュラントによるカリブ海クルーズでエクアドルに向かうツアーの途中で、そのほとんどはドイツ人の乗客だった[5][1][2]。
  - ツアー代金の総額は当時の為替レートによる日本円換算で約140万円だった[5]。

## 事故までの背景
2000年7月25日、エールフランス4590便は13時30分までに全員が搭乗手続きを完了した。出発前の点検で第2エンジンの逆噴射装置に軽微な問題が判明し、部品の交換を必要とした。これにより出発は1時間遅れた。15時54分、乗客はコンコルドへの搭乗を開始し、16時35分に離陸の準備が完了した。管制塔は滑走路26R（全長4,000m）からの離陸を指示した。

### 墜落
16時42分、コンコルドは離陸滑走を開始した。時速323 kmに到達した時、管制塔から機体の後方に黒煙が発生しているのが目撃されたが、すでに滑走路の半分を走り終えて離陸決心速度（V1）を超えており、滑走路の長さから離陸中止はできなかった。
16時43分15秒、コンコルドは黒煙を引きながら離陸した。操縦席からその状況は目視できなかったが、管制塔からの緊急連絡で機体の状況がパイロットに伝えられ、操縦席でも機体が深刻な状況にあることを示す警報が鳴った。操縦士は着陸装置を収納しようとしたが動作しなかった。離陸から15秒後、高度はわずか30 mで、すでに飛行に支障が発生していた。機長は緊急着陸のため、5 km先にあるル・ブルジェ空港に向かおうと高度を上げようとしたが、エンジン推力低下やエレボンのコントロール消失により、高度が低下し、やや左にそれて飛行した。やがて機首を上にした状態で失速し、離陸から2分後の16時45分、シャルル・ドゴール空港から南西約9.5 km離れたヴァル＝ドワーズ県ゴネスにあったホテル「オテルイッシモ」の別館レストランの敷地の北側に墜落し、機体は南の方角に砕け散って炎に包まれた。機体の前半部を除く殆どの部分が焼失し、オテルイッシモの別館（40室）も全焼した。
この事故により乗員9名、乗客100名の搭乗者109名全員と墜落現場付近にいた4名のあわせて113名が死亡し、10名以上が負傷する大惨事となった。また、この事故により発生した火災の鎮火まで3時間を必要とした。

## 事故原因
4590便として運行されていたコンコルドには離陸前点検で左翼内側の第2エンジンに異常が発見され、逆噴射装置の部品を交換していたことで予定よりも出発が遅れており、この点も事故原因との関連が疑われた。また4590便にはツアー客以外の荷物19個が積まれたことが判っており、テロの可能性も検討されたが、事故の原因を決定的にしたのが滑走路に残されたタイヤの破片であった。
フランス運輸省事故調査局は2001年1月5日に事故原因として、まず離陸中に2番タイヤが破裂したことを挙げた。車輪はダンロップ製、タイヤはグッドイヤー製で1996年からコンコルドに使用されるようになった。4590便が時速323kmで離陸滑走中にタイヤが破裂し、空気圧と遠心力で吹き飛んだタイヤの破片のうち、重量4.5kgの比較的大きな破片が主翼下面の5番燃料タンク外壁に衝突した。衝突部は大きく陥没しただけで貫通はしなかったが、主翼内部の燃料タンクにその衝撃が伝わり、圧力によって燃料タンクの前部が破裂して激しい燃料漏出（毎秒75リットル）が起きた。漏れ出た燃料は霧状になって主翼下面を流れ即座に発火した。これによってアルミ製の主翼は徐々に融解し、主翼のエレボンも脱落し、エンジンの推力も徐々に失われた。クルーは高度を上げようと努めたが高度60mから上昇させることはできなかった。やがて機体はバランスを失い、機首を高く上げて失速したと断定された。
また同報告書ではタイヤが破裂した原因として、タイヤの破片に残った金属片が食い込んだ跡に注目した。その痕跡に一致するチタン製金属部品（長さ43cm、幅2.5cm）も程なく滑走路脇から回収された。これにより離陸滑走中に金属片を踏んだことがタイヤの破裂を引き起こしたと結論付けた。タイヤの破裂を引き起こしたとみられる金属部品について、5週間かけて捜索をしたところ、マクドネル・ダグラス DC-10のエンジン部品の一つ（スラストリバーサの構成部品）と判明した。4590便が離陸する5分前に同じ滑走路を離陸したアメリカのコンチネンタル航空55便（DC-10）のエンジン部分を調べたところ、第2エンジンの該当部品が脱落して無くなっていることが確認された。

## 事故の原因を作ったDC-10

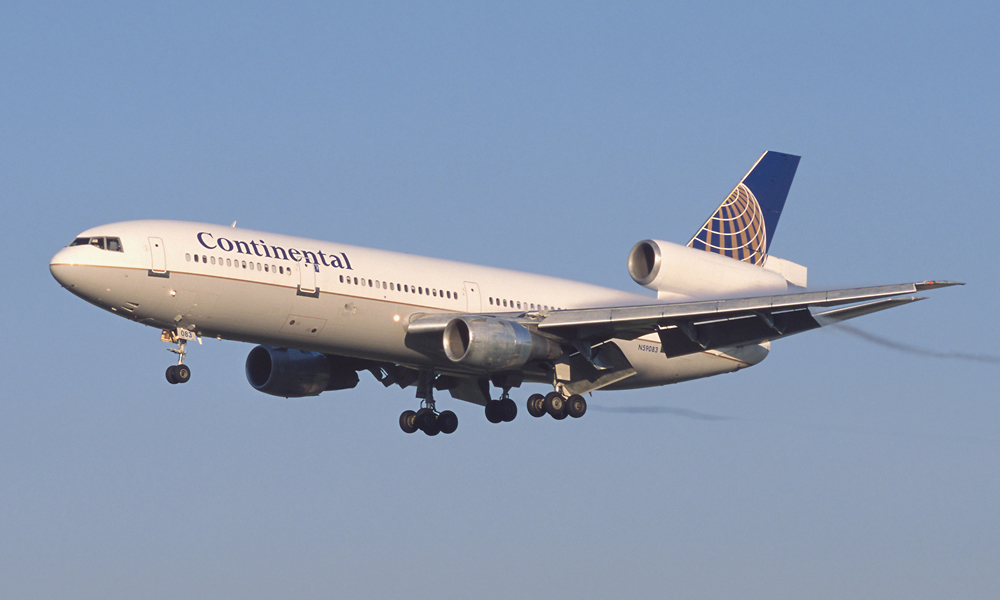
コンチネンタル航空のDC-10

フランス事故調査当局は問題の金属片を落下させたとみられるDC-10の主翼を調査し、機材の消耗が著しく、機体のメーカーが定める耐久基準をも満たしていなかったと結論づけた。問題の部品は正規の部品ではなく（正規の部品は柔らかい合金製であった）、部品メーカーで30年前に製作されたものであった。また事故発生の16日前に取り付けたにもかかわらず落下しており、コンチネンタル航空に整備ミスがあったと指摘した。
そのためエールフランスと保険会社は、2000年11月にコンチネンタル航空を相手取り損害賠償訴訟を起こした。一方、コンチネンタル側は自社の金属片であったことを否定している。フランスの司法当局も2004年12月に事故はコンチネンタル航空の整備ミスが事故の根本原因だったと結論、2005年3月にコンチネンタルの刑事告発に踏み切った。
2010年12月6日にポントワーズ軽罪裁判所はコンチネンタル航空の過失を認め、罰金20万ユーロ（約2200万円）の有罪判決を言い渡し、同航空機の整備を担当した従業員1人に禁錮15カ月の執行猶予付き判決を言い渡した。コンチネンタル航空はこれに控訴して争い、ベルサイユ控訴院は2012年11月29日にコンチネンタル航空・従業員ともに逆転無罪判決を出している。一方、並行する民事裁判では、事故によってエール・フランス航空のイメージが低下した責任はコンチネンタル航空にあるとして、100万ユーロ（約8260万円）の損害賠償を命じた1審判決を支持した。
なお、金属片を落下させたDC-10（機体記号：N13067）は、元々はイタリアのアリタリア航空の機体（機体記号：I-DYNB）として1974年4月に登録された機体で、その後1985年6月にイースタン航空の手に渡った後（機体記号：N391EA）、1990年9月よりコンチネンタル航空で運用されていた。この機体はその後、2002年2月に退役し、2012年にモハーヴェで解体されている。

## 事故の詳細な調査

### 墜落現場
墜落現場は小さなブロックに分けられ、詳細な調査が行われた。左翼と尾部が地上に激突して出来たクレーターも同定された。現場での調査が終了するまで4週間かかり、その後コンコルドの残骸は現場から搬出され、コンコルドが向かおうとしたルブールジェ空港の3つの格納庫に収納され、さらなる調査が行われた。機体だけではなく、ホテルの残骸も格納庫に運ばれた。ブラックボックスは事故の数時間後には現場から発見された。

### 乗員乗客
乗員乗客はコクピットも含めて全員、離陸時の着座位置のままで発見された。シートベルトは全員固定されていたが、座席は衝撃で粉砕されていた。乗客には20年間の貯金をこの旅行に充てた夫妻や親子3世代で搭乗した6人家族も居た。ホテルでは事故の2日前に勤務し始めたばかりの女性も犠牲になった。ほとんどの遺体は火災によって激しく損傷していたため法医学的検討によって判別が行われた。事故の2日後、事故現場に遺族が立ち入ることが許され献花を行った。

### エンジン出力
ブラックボックスの記録により、離陸時に左翼の1番2番エンジンの推力がほとんど失われていたことが判明した。離陸後すぐにコクピットの機関士は2番エンジンの火災警報を受けて2番エンジンをアイドリング状態にした。やがて火災警報は1番エンジンでも報じられるようになり、1番エンジンも急激に出力が低下した。1番エンジンの出力が低下した理由は、燃料供給が不安定になったことと、サージングであるとされた。こうして左翼の2つのエンジンは推力が失われた。推力の左右不均衡を小さくするために右翼の第3第4エンジンの出力は80%程度に落とさざるを得なかった。第3第4エンジンは墜落の直前まで推力を保ったが、機体角度が著しいアップトリムになったことでサージングを起こし、墜落直前に大きく推力を減じた。墜落現場で発見された4つのエンジンには墜落前の火災によるダメージは無かったが、異物を吸い込んだことによる小さなダメージが認められた。

### タイヤの破損
コンコルドは元々離着陸速度が速く、タイヤ表面が高温になるためタイヤ内気圧が高くなりパンクが多かった。24年間で50件を超えるパンク事故があった。1979年には年間9件のパンク事故があり、内3件ではタイヤが完全に失われている（タイヤの改良によって1995年以降は年間0〜3件に減った）。またパンクによる翼内燃料タンクの破損も過去6回発生しているが、発火に至っていない。事故調査委員会は、脱落したDC-10と同形状のチタン製金属片を準備し、コンコルドの車輪に離陸時の荷重（25t）を加えて金属片の上を通過したところ、タイヤがパンクすることを複数回確認した。タイヤの破裂によって飛び散る破片は通過速度によって異なったが、数キログラム程度のものが最も多く、その飛散速度は60メートル毎秒 (220 km/h)であった。コンコルドはタイヤの破損によって飛散する破片の重量を1kgと想定して翼の外壁の強度を設定していた。またタイヤが破損してから墜落するまでの時間はわずか81秒だったと判明した。

### 燃料の発火
漏れ出た燃料への最初の発火はコンコルドが滑走中のV1とVRの間の速度域にあるときに発生した。事故報告書には、前部脚が浮上し主脚が接地している状態で既に発火している写真が掲載されている。また滑走路脇の草が火炎によって焦げていることからも滑走中に発火したことが裏付けられている。燃料が発火した理由として事故調査委員会は、飛散したタイヤ破片によって主脚格納室の配線が切断され、そのスパークによって着火したものと判断した。副操縦士が飛行中に着陸装置を収納しようとしたが、動作しなかったことも有力な手がかりとされた。収納できなかった主脚は乱気流を発生させ、噴出した燃料が継続的に燃焼することを助長する結果となった。最初の火災警報は2番エンジンから報じられ、すぐにクルーによって2番エンジンの停止処置が取られた。その後2回目の火災警報が1番エンジンから報じられた。

### 火災による機体への影響
燃料が漏出したのは左主脚の前側に位置する5番タンクで、燃料が漏れ出したのはエンジンの吸気孔の前であった。火炎の温度は1100度に達し、それによって2番と6番タンクの外壁の温度も300度まで上昇した。アルミニウムの融点は660度であり、左翼は火災によって飛行中に損傷を受けた。左翼のエレボンは墜落前に脱落し、滑走路の延長上に落下している。大量の燃料は1番2番エンジンにも吸い込まれ、エンジンはそのために推力を失った。飛行中に客室のトイレからも火災警報があり、飛行中に火災が客室部分まで延焼していたことが考えられた。墜落の33秒前から3回目の火災警報が鳴り始め、それは墜落まで続いた。墜落の11秒前に機長の「もうだめだ、時間がない」という声が録音されている。

### 目撃者の証言
離陸を見つめていた人々はまず爆発音を耳にし、その後コンコルドが炎を引きずっているのを目撃した。炎は左の翼の下のエンジン付近から出ており、最初は小さな炎であったが、次第に広がり、長い炎の尾となった。炎の尾の後には黒煙が続いた。その灼熱は地上にいても感じられ、衣服が溶けてやけどした人もいる。飛行中の音は、普段のコンコルドとは違ったものであった。コンコルドは離陸後やや左に傾いて飛行し、機体からは細かいパーツが落下するのが観察された。コンコルドはもはや上昇していなかった。機体より長い炎を引きながら17号線を走る車を追い越した。17号線を越えたあたりで急激に左に進路を変え、機首を上げ始めて最終的にはほぼ垂直に近い状態（墜落の4秒前で高度15m：機体の角度(ピッチ角)110度）となって墜落し爆発するのが目撃された。離陸直後の炎を上げながら飛行する事故機の姿を動画撮影した人物がおり、映像が大きく報道された。

## 事故後の影響
事故前日の7月24日に、コンコルドを運航していたブリティッシュ・エアウェイズが「保有するコンコルド7機全ての尾翼に亀裂を発見し、うち1機の運航を停止した」と発表したばかりであった。そのため事故との関係が注目された。エール・フランスにも同様の亀裂がある機体があったため、事故から3週間後に英仏両国の航空当局からコンコルドの耐空証明が取り消され無期限の運航停止の措置がとられた。コンコルドはそれまで統計上は飛行時間あたりの事故率が最も低い「安全旅客機」だったが、コンコルドは他機種と比べて飛行回数が格段に少ないため、このコンコルド初の死亡事故によって、逆に最も高い「危険旅客機」に認定された。
事故原因を踏まえたうえで、コンコルドはタンク内部の被膜を厚くし、ケブラー繊維で補強し、タイヤもさらに破裂しにくい製品に改良するなど各種の安全対策が行われた。墜落事故から1年3か月半経った2001年11月7日にコンコルドは旅客業務の再開が認められた。運航再開の第一便は満席であった。しかし、その後の搭乗率は事故の影響で芳しくなかった。また、運行再開直前の時期にアメリカ同時多発テロが発生し旅客機そのものの顧客離れが起きた。もともとコンコルドは運航コストが高い割に収益が上がらない旅客機であった。それらの理由によりエール・フランスはコンコルドの運航を2003年5月をもって終了し、ブリティッシュ・エアウェイズも2003年10月24日に運航を取りやめたため、コンコルド全機の退役が決定した。

## 映像化
- ナショナルジオグラフィックチャンネルが放送している「衝撃の瞬間2」（第1話：コンコルド墜落事故）と「メーデー!:航空機事故の真実と真相」（シーズン12 第7話：Concorde - Up In Flames）でこの事故の検証番組が放送されている。